# A Knight of the Seven Kingdoms
A Knight of the Seven Kingdoms és una propera sèrie de televisió de drama fantàstic creada per George R. R. Martin. Preqüela de Game of Thrones (2011-2019), serà la tercera sèrie de televisió de la franquícia A Song of Ice and Fire de Martin i utilitza les seues novel·les Tales of Dunk i Egg com a base. És protagonitzada per Peter Claffey com a Ser Duncan l'Alt, el cavaller de cobertura titular, i Dexter Sol Ansell com a Egg.
Està previst que la sèrie s'estreni a HBO el 2025 i constarà de sis episodis.